# トゥングラワ県
トゥングラワ県（トゥングラワけん、スペイン語: Provincia del Tungurahua）は、エクアドルの24の県のうちの1つである。県都はアンバート。県は、県境に位置するトゥングラウア火山から名付けられている。

## 人口
2011年時点で、トゥングラワ県は推計581,389人の人口を抱える。このうち10%は原住民であり、他の70%はメスティーソや混血である。最後の20%は、アフリカ人、アジア人、ヨーロッパ系が占めている。

## 気候
県は、乾燥した温帯気候である。多くの山岳地帯のように、この地域は風や気圧により生じ、他の地域とは全く異なる微気候が発生する。普通、トゥングラワ県の昼間と涼しい夜の気温は摂氏14度から17度である。高所では、これより明確に寒くなる。赤道に近いにもかかわらず、カリワイラソ山やチンボラソのような山地には、一年のうちのほとんどが雪に覆われている。

## 地理
県は非常に山がちな地形であり、バーニョス郡に近いトゥングラワ火山を含んでおり、南部の県境にはカリワイラソ山、チンボラソ火山がある。バーニョスは最大の観光地である。県の主要な川には、東のアマゾン地域へと流れるパタテ川がある。

## 隣接する県
- コトパクシ県
- ナポ県
- パスタサ県
- モロナ・サンティアゴ県
- チンボラソ県
- ボリーバル県

## 行政区画
県は、東のアンバートから西のバーニョス郡まで、9のカントン（郡）に分かれる。下記の表には、2001年国勢調査時点での各郡の人口と平方メートル (km2)での面積、郡都を表記する。
| 郡           | 人口 (2011) | 面積 (km²) | 郡都                                        |
| ------------ | ----------- | ---------- | ------------------------------------------- |
| アンバート   | 387,282     | 1,009      | アンバート (サン・フアン・デ・アンバート)   |
| バーニョス   | 19,112      | 1,065      | バーニョス (バーニョス・デ・アグア・サンタ) |
| セバージョス | 8,873       | 19         | セバージョス                                |
| モチャ       | 8,371       | 86         | モチャ                                      |
| パタテ       | 16,771      | 315        | パタテ                                      |
| ペリレオ     | 58,988      | 202        | ペリレオ (サン・ペドロ・デ・ペリレオ)       |
| ピリャロ     | 44,925      | 443        | ピリャロ (サンティアゴ・デ・ピリャロ)       |
| ケロ         | 23,187      | 173        | ケロ (サンティアゴ・デ・ケロ)               |
| ティサレオ   | 14,525      | 59         | ティサレオ                                  |

## 観光地
- パルケ・デ・ラ・ファミリア
- Llanganates国立公園